# 1900年夏季奧林匹克運動會拔河比賽
1900年夏季奧林匹克運動會的拔河比賽於1900年7月16日在法國巴黎進行。拔河比赛是本屆奥运会新设的項目，组织者的原意只是为当时的巴黎世博会增加一个娱乐项目，其後更被不恰当地放在田径比赛中。由于规则不完善，造成在比赛中出现许多争执和问题。
賽事原由三隊競逐，後美國隊因故未能參賽，最終只有兩隊決出金、銀牌得主。兩支參加隊伍分別為東道主法國隊及由瑞典和丹麥組成的混合隊。在12名正式參賽的運動員中，年齡最小的是瑞典的卡尔·斯塔夫，年僅19歲又101日；而年齡最大的則是丹麥的尤金·施密特，時年38歲又149日。
最終，由瑞典和丹麥組成的混合隊擊敗法國隊，拿得金牌。

## 參賽國家及運動員人數
以下為派員參加拔河比賽的國家代表隊（按隊伍英文名稱序），括號內顯示該隊的參賽運動員人數：
- 丹麦（3）
- 法国（6）
- 瑞典（3）

## 國家獎牌榜
| 排名   | 国家／地区  | 金牌 | 银牌 | 铜牌 | 總數 |
| ------ | ----------- | ---- | ---- | ---- | ---- |
| 1      | 混合（ZZX） | 1    | 0    | 0    | 1    |
| 2      | 法国（FRA） | 0    | 1    | 0    | 1    |
| 總計： | 總計：      | 1    | 1    | 0    | 2    |

## 項目優勝者
| 項目     | 金牌 | 银牌 | 铜牌 |
| 男子拔河 | 混合（ZZX） · 埃德加·奥比（丹麦） · 尤金·施密特（丹麦） · 查尔斯·温克勒（丹麦） · 奥古斯特·尼尔松（瑞典） · 古斯塔夫·瑟德斯特伦（瑞典） · 卡尔·斯塔夫（瑞典） | 法国（FRA） · 雷蒙·巴塞（法国） · 让·科拉（法国） · 夏尔·贡杜安（法国） · 约瑟夫·罗福（法国） · 埃米尔·萨拉德（法国） · 康斯坦丁·亨利克斯·特苏维亚（法国） | －   |